# Richard Hill Tiddeman
Richard Hill Tiddeman, född den 11 februari 1842, död den 20 februari 1917, var en brittisk geolog.
Tiddeman utnämndes 1864 till biträdande geolog vid Storbritanniens geologiska undersökning. Han arbetade under 20 år med berggrund från karbon i Yorkshire, Cumberland och Lancashire, därefter i norra Wales. Tiddeman lämnade bidrag till många Survey Memoirs och till kartor. År 1870 befordrades han till geolog och 1902 gick han i pension. Tiddeman tilldelades Murchisonmedaljen 1911 och valdes 1914 till president i Yorkshire Geological Society.